# Postmodern dans
Den postmoderna dansen började växa i New York vid 1960-1970-talet och skapades delvis av Judson Dance Theatre som är ett kollektiv.
Det som gjorde att den här stilen utvecklades var att koreograferna och dansarna ville att dansen endast skulle tala för sig själv. De var trötta på att dansen skulle vara en dramatisering med tolkningar, utan de ville att dansen inte skulle påverkas av någonting annat. Dansen fick inte påverkas av till exempel bild, berättelse, själ, framställningsformer, känsla, kostym, ande, hjärta och teknik. Man kan säga att den postmoderna dansen gjorde motstånd mot den moderna dansen. Man kan jämföra den postmoderna dansen med när den klassiska baletten gjorde uppror genom att gestalta drama med dans. Det ansågs då vara en stor revolution inom dansen, såsom den postmoderna dansens genombrott. Den postmoderna dansen ville skilja sig från den moderna dansen, alltså ville de inte använda flexade fötter, knuten näve och relation till golv. Man använde sig även av vissa träningsmetoder som yoga, pilates m.m. för att man skulle vara i nuet och ha en viss andningsteknik när man dansade. Man experimenterade även med "vardagliga rörelser" som var fria från röst, drama och linjära rörelser. Det var bland annat dansarna Alvin Ailey, Merce Cunningham, Steve Paxton och Trisha Brown som utvecklade den postmoderna dansen .